# Katedra Najświętszej Maryi Panny Królowej w Gibraltarze
Katedra Najświętszej Maryi Panny Królowej w Gibraltarze (ang. Cathedral of St. Mary the Crowned) – katedra rzymskokatolicka w Gibraltarze. Główna świątynia diecezji Gibraltaru. Mieści się przy Main Street.
Budowa świątyni zakończyła się w 1462, konsekrowana w 1462. Reprezentuje styl neoklasycystyczno-neoromański. Projektant świątyni jest nieznany. Posiada jedną wieżę.